# Malá Magura (Strážovské vrchy)
Malá Magura (1100,8 m n. m.) je vrchol v Malé Maguře, geomorfologickém podcelku Strážovských vrchů. Nachází se v okrese Prievidza nad obcemi Čavoj a Temeš.

## Přístup
- Po  značce z Magury nebo ze sedla Obsiar
- Po  značce z obce Temeš